# Archie Robertson
Archibald Clark Robertson, noto come Archie Robertson (Busby, 15 settembre 1929 – 28 gennaio 1978), è stato un calciatore scozzese, di ruolo attaccante.

## Carriera

### Club
Ha giocato nella prima divisione scozzese.

### Nazionale
Tra il 1955 ed il 1958 ha totalizzato complessivamente 5 presenze e 2 reti con la nazionale scozzese, con la quale ha inoltre anche partecipato ai Mondiali del 1958.

## Palmarès

### Giocatore

#### Competizioni nazionali
- Coppa di Scozia: 2

Clyde: 1954-1955, 1957-1958
- Scottish Championship: 2

Clyde: 1951-1952, 1956-1957

### Allenatore

#### Competizioni nazionali
- Scottish Championship: 1

Clyde: 1972-1973